# Памйонтка (Великопольське воєводство)
Памйонтка (пол. Pamiątka) — село в Польщі, у гміні Вежбінек Конінського повіту Великопольського воєводства.
Населення — 113 осіб (2011).
У 1975-1998 роках село належало до Конінського воєводства.

## Демографія
Демографічна структура станом на 31 березня 2011 року:
|          | Загалом | Допрацездатний вік | Працездатний вік | Постпрацездатний вік |
| -------- | ------- | ------------------ | ---------------- | -------------------- |
| Чоловіки | 60      | 17                 | 39               | 4                    |
| Жінки    | 53      | 13                 | 31               | 9                    |
| Разом    | 113     | 30                 | 70               | 13                   |